# Omicron Cassiopeiae
Omicron Cassiopeiae (22 Cassiopeiae) é uma estrela tripla na direção da constelação de Cassiopeia. Possui uma ascensão reta de 00h 44m 43.50s e uma declinação de +48° 17′ 03.8″. Sua magnitude aparente é igual a 4.48. Considerando sua distância de 906 anos-luz em relação à Terra, sua magnitude absoluta é igual a −2.74. Pertence à classe espectral B5III. É uma estrela variável γ Cassiopeiae.